# Sverige under mesolitikum

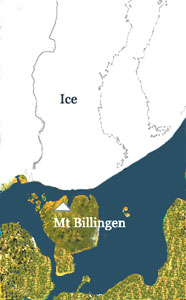
Baltiska issjön.

Mesolitikum är den andra delen av stenåldern och ordet betyder mellanstenålder, vilket syftar på att den kronologiskt kommer mellan paleolitikum (äldre stenålder) och neolitikum (bondestenålder). Den europeiska kontinenten återkoloniserades då av jägar-samlar-folk som under senaste istiden hade tagit sin tillflykt till olika refugium i Sydeuropa och dagens Ryssland.
Övergången från paleolitikum karaktäriseras av att de stora tundralevande däggdjuren, som mammut, jättehjort och ullhårig noshörning, försvinner men ren, älg och vildhäst lever kvar. Den mesolitiska människan måste då i stället livnära sig på  jakt i skogen av älg och hjort, vildsvin och småviltsjakt, fiske och insamling av vegetabilier. Tiden fram till ungefär 4 000 f.Kr kallas därför ibland för jägarstenålder.

## Tidpunkt
I Norden avser mesolitikum tiden mellan ungefär 12 000 och 6 000 år sedan. Den första invandringsvågen hade nått dagens Sverige för 13 000 år sedan, under senpaleolitikum, från sydeuropeiska senglaciala tillflyktsorter.

## Sydsvenskt mesolitkum
Senpaleolitikum övergick i den första fasen av Mesolitikum (mellanstenåldern, tiden mellan äldre och yngre  stenålder) omkring år 9 300 f.Kr. Denna tidsålder delas i södra Sverige in i tre perioder: Maglemose-, Kongemose- och Ertebølle-perioderna. Dessa tre namn kommer från danska typboplatser som gett namn åt de olika skedena. Terminologin är inte tillämpbar utanför sydskandinavien och andra förhållanden råder på västkusten och i östra Mellansverige för att inte tala om Norrland.
Befolkningen levde i små grupper av jägare-samlare-fiskare, ofta kallade bands, med en term från socialantropologin, Flinttekniken var baserad på spån från så kallade handtagskärnor som trycktes ut från kärnorna med en tryckstock. De större spånen kunde sedan omformas till knivar, skrapor och så kallade mikroliter. Den mikrolitbaserade flintteknologin användes för att göra pilspetsar, under Kongemosekulturen oftast trianglar och trapetsformade så kallade snedpilar, medan Erteböllekulturen kännetecknas av rakare tvärpilar. Mikroliterna kunde också göras lansettformade för att fästas på benspetsar som flinteggar. Denna typ av flinteggspjut / fågelpilar var vanligast  under äldre tid (Maglemosekulturen).
I de områden där flinta inte fanns tillgänglig användes bland annat kvarts som har ett sätt att splittras som liknar flintans och eggarna blir skarpa. Kvarts är mer svårbearbetat. Kvarts kom till användning så långt söderut som norra Skåne och Småland, bäst kända är mossboplatserna från Maglemosekulturen och Kongemosekulturen. Det var mindre boplatser belägna vid igenväxande sjöar som var goda miljöer för fiske, jakt och insamling. Mossarna har också lämnat goda bevaringsförhållanden så att trä och ben har bevarats, vilket gett fynd av träarbeten som pilbågar och paddlar, skålar och så vidare.
Benmaterialet från Maglemose var så stort att kulturen var känd som Benåldern under tidigt nittonhundratal. Strandboplatserna från denna tid är numera ofta dränkta i vatten på grund av högre vattenstånd i havet. Ertebölleboplatserna är oftast dessa havsboplatser och i Danmark var de ofta så kallade Kökkenmöddingar som ofta utmärks av stora ansamlingar av musselskal i vilka man finner andra ben, eldstäder och ibland också gravar. Boplatserna är betydligt större och har haft större grupper boende där. Man måste värdera detta med omsorg då mossboplatserna troligen inte varit basboplatser utan säsongsboplatser för mindre grupper.
De viktigaste mossboplatserna i Skåne är boplatserna vid Ageröds mosse och Bare mosse.
Under lyckliga omständigheter finner man boplatser vid havet. Knut Kjellmark undersökte en sådan senmesolitisk boplats i Littorinavallen vid Limhamn som hade bevarats inlagrad i vallen och överlagrad av en senare bildad strandvall. Andra skånska exempel är Skateholm där det vid en forntida lagun har hittats flera mesolitiska bosättningar tillika med gravfält. Vid byggandet av västkustbanan fann man ytterligare en vid Tågerup söder om Landskrona, även den med begravda. Under den senare Ertebølleperioden uppkom semipermanent basboplatser med keramik och platser för begravningar. Det var troligen ett storskaligare fiske med nät och fångstfällor skapade av tusentals käppar som möjliggjorde dessa större basboplatser (fiskelägen är ingen bra benämning). Nya fynd i Norje Sunnansund i Blekinge visar att en fiskekultur hade byggt en fiskfermenteringsanläggning redan för 9 600–8 600 år sedan, långt innan man tidigare hade trott att bofast befolkning fanns i Norden. De stora kvantiteterna av konserverad fisk talar före större befolkningsgrupper under mesolitikum än man tidigare trott. 
Dagsmosse i Östergötland, har en mycket välbevarad äldre mesolitisk boplats som har gett extremt välbevarade fynd i en mosse vid sjön Tåkern. I mossen bryts torv sedan längre tillbaka och ny vill man rädda delar av den information som mossen innehåller före förstörelsen. 

## Västsverige
Ett klassiskt arbete som behandlar västsvensk stenålder är Åke Fredsjös Studier i Västsveriges äldre stenålder från 1953. Den äldre stenålderskulturen i Västsverige delades in i tre kulturer: Hensbacka, Sandarna och Lihult.

### Hensbacka
Hensbackakulturen är en arkeologisk kultur under tidig mesolitikum i Västsverige, uppkallad efter en boplats i Foss socken i Munkedals kommun i Bohuslän, fornlämning 244 i Foss församling. I Kållered hade man på 1990-talet funnit den äldsta boplatsen norr om Skåne. Det finns fler boplatser av samma slag, fastän dessa av allt att döma är något yngre. Boplatserna kallas Hensbacka – Fosnagruppen. Lou Schmitt har i Oxford Journal of Archeology Volume 13, No. 3,  i november 1994, och i samlingsverket Man and Sea in the Mesolithíc beskrivit en ny tolkning av dessa boplatser. På den tiden låg landet mycket lägre, och inlandssocknen Kållered utgjordes då av några öar och näs i det dåtida Kattegatt. Västsvenska Hensbacka-Fosnas boplatser är stenteknologiskt lika Ahrensburgkulturen vid Oder mellan nuvarande Tyskland och Polen. Skåne saknar skivyxor under tidigmesolitikum och har inte tångepilspetsar av samma slag. Dessa typer finns alltså kring Oder och på svenska västkusten i Hensbacka  men inte däremellan. Redan Troels-Smith antog 1962 att stenåldersmänniskor hade gjort årliga resor mellan Nordtyskland och svenska västkusten. Schmitt menar att västkustens rika fiske och sälfångst var en förbättring av dieten från det magra renköttet. Skivyxorna i Hensbackakulturen liknar de knivar som eskimåerna flår sälar med. Hensbackakulturens boplatser har varit och är fortfarande belägna på öar. De låg på stora avstånd från fastlandet och man var van att använda skinnbåtar. Avståndet mellan Oders mynning och västkusten är 50 mil men det finns gott om belägg för 40 mils resor i fransk förhistoria så avståndet avskräckte nog inte.
2018 återkom Lou Schmitt tillsammans med Stephan Larsson med The Hensbacka culture group and regional migrations 12 000 years ago där man bygger ut sina argument. Renjakt  i Odertrakten (då fanns renar även i Nordtyskland) har krävt många jägare (stora fynd av pilskaft är orsaken till denna tolkning) som samarbetade. Stambildning har varit en konsekvens. Fisket och säljakten utefter den svenska västkusten krävde inte samma samarbete. Därför splittrades grupperna och några tog sig till Oslofjorden och senare norrut utmed kusten. Artikeln beskriver näringsresurserna utmed Bohuskusten för de cirka 10 000 mindre Hensbackaboplatserna i Bohuslän. Näringsrikt vatten omgav Bohusläns öar och främsta orsaken var smältvattnet som var näringsrikt och att Vänerbäckenet tippade av landhöjningen som var högre norrut och detta utflöde av näring skapade mycket goda betingelser för fiske och marin jakt i Bohuslän

### Sandarna
Sandarnaboplatsen låg i ett jordbrukslandskap under tidigt 1900-tal. Senare anlades en grustäkt och byggnation påbörjades. På ekonomiska kartan från 1930-talet och på flygfoto som var underlag för kartan, ses mindre åkrar, några  byggnader (Kungsladugårds paviljonger), samt grustäkten. På flygfotot ses den boplatsyta som undersöktes 1930 samt schaktkanten där transgressionslagerföljden dokumenterades. På flygfoton från 1947 kan delar av det aktuella undersökningsområdet ses. Grustäktskantens läge inom Sandarnaboplatsen framgår tydligt. Dessutom finns ett stort antal vägar, arbetsytor och grushögar inom området.
Sandarnaboplatsen (RAÄ Göteborg 15:1) ligger idag i ett grönområde omgiven av bostadshus och industribyggnader. På boplatsområdet ligger Sannaskolan i söder och industrifastigheter i norr. Boplatsens yta är cirka 70 000 m², på 15-30 meter höjd över havet.
Sandarna upptäcktes 1913 och har undersökts vid ett flertal tillfällen - 1930, 1942, 1965, 1973, 1987, 2007, 2015, 2016 och 2017.
1930 och 1942 undersöktes den del av fornlämningen som 2020 är parkmark. Då hittades ett stort fyndmaterial bestående av kärnyxor, en sandarnayxa, en trindyxa, en hacka med påbörjat skafthål, mikroliter, hullingspetsar, en tångespets, borrspetsar, retuscherade spetsar, spånskrapor, avslagsskrapor, en kniv, sticklar, knackstenar, kärnor, retuscherade avslag, spån och mikrospån. Sammanlagt hittades 1200 redskap och kärnor. De flesta fynden hittades i kulturlagret tre och en halv meter under markytan (Alin et al. 1934  Arkivrapport. Alin, Johan 1942 .
1965 års lilla undersökning på grund av Fixfabrikens utbyggnad påträffade färre fynd, en osäker hullingspets, flera avslag med retusch, en knacksten. (Cullberg 1965).
1973 undersöktes boplatsens nordvästra hörn men fyndmaterial var litet: en kärna, ett avslag och två bitar övrig slagen flinta. Vid 1987 års undersökning, direkt söder om Sannaskolan, utgjordes fyndmaterialet av en kärnyxa, en kniv, en retuscherad spets, ett avslag med retusch, spån, mikrospån, kärnor, samt brända ben. Därtill erhölls dateringar till cirka 8000-7600 B.P. (Wigforss 2004, von der Luft och Swedberg 2007). Vid förundersökningen år 2007 påträffades slagen flinta i det undre kulturlagret. Kulturlagret var beläget cirka 19,2 meter över havet. Lagret och flera lager däröver  samt en härd daterades till  8400-7500 BP (von der Luft och Swedberg 2007). Rio Göteborg utförde 2015-2017 nya undersökningar i söderdelen av  fornlämningen. Fyndmaterial och anläggningar från mellanmesolitikum, senmesolitikum, tidigneolitikum och metalltid har då hittats.

### Timmerås
Robert Herneks avhandling, Nytt ljus på Sandarnakulturen. Om en boplats från äldre stenålder i Bohuslän, behandlade fyndplatsen från Sandarnakultur i Timmerås utanför Uddevalla, där man grävt fram en av Skandinaviens bäst bevarade hyddlämningar från jägarstenåldern. Boplatsen användes säsongvis under årets kallaste månader. Den var bebodd av en liten grupp människor; ett hushåll om 6–9 personer. Just om vintern kan det ha varit fördelaktigt att vistas i små grupper. Bosättningen har varit kortvarig, sannolikt rör det sig om tre till fem vintersäsonger.
Själva hyddan var cirka 4x5 m stor och golvet var nedgrävt en bit under markytan. Hyddans grundkonstruktion har utgjorts av fyra vertikalt stående stolpar som varit placerade i en kvadrat och de bör upptill ha varit förbundna med varandra genom horisontella störar. Stomme har utökats med störar och vidjor, och trästommen har kanske täckts med näver och grästorv. Eldstaden låg i hyddans centrum. Eldstäder i olika nivåer visar att platsen använts under mer än en säsong. Golvet har tolkats att bestå av  ris, kvistar och bark. Det mycket mörka jordlager som utgjorde fyllning i hyddgropen var flera golv lagda ovanpå varandra. En modell av hyddan i skala 1:10 finns att se på Göteborgs Stadsmuseum i den nya förhistoriska basutställning
I Timmerås fanns spår av rituella handlingar. Hyddan kan ha övergivits under rituella former. Den brändes ner med avsikt. Robert Hernek diskuterar föreställningsvärlden utifrån ristningar på ett tidigare okänt föremål från Lur i norra Bohuslän, en slags korphacka av skiffer. Han knyter ristningarna till shamanism och själsliga resor och transformationer mellan olika medvetandetillstånd. Han knyter ristningarnas innebörd med symboliken hos korphackorna, som han antar symboliserar fruktsamhet och motsatsförhållandet manligt och kvinnligt.

### Lihult
Lihultkulturen var 5 500–4 000 år före vår tideräkning. Boplatsen Lihult ligger intill sjön Lången i den östra delen av Strömstads kommun. Lihultkulturen är känd för sina typiska stenyxor av grönsten som tillverkades med en typisk form. Grönstenen importerades och man förädlade ämnena för varuutbyte i regionen. RAÄ 54, Vänersborgs kommun, Vänersnäs socken, fastigheterna Hallby 1:35, 4:4 och 9:1 samt Tegen 1:1, utgör en klassisk stenåldersboplats i västsvensk stenåldersforskning. Den är unik såtillvida att det på denna lokal har påträffats det största antalet lihultyxor som överhuvudtaget har insamlats på en enskild plats. Den är även intressant genom att det inom fornlämningsområdet har insamlats rikligt med grönstensavslag. Vid diabasbergen Halleberg och Hunneberg finns många lokaler lihultyxor. På Margreteberg, den fyndrikaste boplatsen i Vänerregionen, har det samlats in minst 10 000 artefakter. Klapperstensfältet vid foten av Halleberg där råvaran har hämtats. Uppgiften kring antalet yxor som samlats in på denna lokal varierar från 300 (Kindgren 1991) till 1000-tals (Sarauw, Alin 1923:199). Bengt Nordqvist visar att det sammanlagt finns minst 700 yxor samlade på de båda museerna i Uddevalla respektive Göteborg. Yxor förekommer i alla stadier från råämnen och halvfabrikat. Denna senmesolitiska plats visar attså en stor tillverkning av yxor avsedda för utbyte.

## Östra Mellansverige
I östra Mellansverige finns ingen namngiven arkeologisk kultur under tidigmesolitikum och färre tidigmesolitiska boplatser är undersökta och avrapporterade i denna del av Sverige. Dock har det sedan början av 1990-talet och framåt påträffats ett stort antal boplatser, som förmodas vara från denna tid, vid inventeringsinsatser . Boplatserna har framförallt påträffats på Södertörn, i Kolmården och i Hälleforsnästrakten. Generellt kan sägas att redskap från allra första början tillverkats i kvarts framförallt genom direkt plattformsmetod (även om också flinta och andra bergarter påträffats i tidigmesolitiska kontexter i östra Mellansverige). Båten var förmodligen mycket viktig för de tidigmesolitiska människorna som rörde sig i en ständigt växande skärgård och kanske bör man hänvisa till dessa människor som båtburna snarare än kustbundna. Troligen livnärde man sig i mycket hög utsträckning på säljakt under tidigmesolitikum i den östmellansvenska skärgården.
I östra Mellansverige använde man kvarts som sitt främsta råmaterial. Ofta är 90 % av material  kvarts.. Slagtekniken är vanligen bipolär, och skiljer sig därmed från komplexet med handtagskärnor och mikrospån, som bland annat kännetecknar Lihultkulturen.. Stig Welinder (1977:57f) identifierade en sällsyntare grupp flintgruppen, och i denna används dock mikrospån och Lihultsyxor. Det är troligt att flintgruppen visar på att kvartsgruppens haft kontakter västerut och att flintgruppen inte utgör en egen etnisk grupp. Mikrospånen kan ha importerats i form av flinteggsspjut (Lindgren 1996:29ff; se även Welinder.
Lihultsyxorna i östra Mellanssverige kan också de vara ett resultat av utbyte. Teknokomplexet i östra Mellansverige består i grunden av kvartsteknologi och trindyxor och är en grupp som  existerar från 8000 till 4000 f.Kr. De allra äldsta boplatserna vid kusten i Mellansverige använde sig troligen av handtagskärnetraditionen. De är lämningar av inflyttande människor från söder. Den senare framväxande trindyxe/kvarts-kulturen är ett naturligt uttryck för regional separat utveckling. I Sverige finns ett  mellanområde mellan Syd- och Nordsverige, behandlat av Åke Hyenstrand. Här ersätts handtagskärnetraditionen med trindyxor. Fynden är tydligt koncentrerade till kusten, utan att inlandet för den skull avfolkats (Hyenstrand 1987).

## Tidiga norrländska boplatser
Ingen motsvarande kulturindelning har gjorts som är giltig för Norrland. Studier av mesolitikum i dessa regioner tog fart mycket senare än i Syd- och Västsverige. Här har fokus snarast legat på studier relaterade till råmaterial och ekonomi, även om senare års forskning, främst med tyngdpunkten i inventeringar, ytterligare har utökat kunskapen om mesolitikum i norra och östra Sverige.
I Norrland har mesolitiska boplatser hittats bland annat i Kangos i Pajala kommun (cirka 9 900 år gammal)  och vid Dumpokjauratj i Arjeplogs kommun (cirka 9800 år gamla). Ren verkar ha varit det viktigaste bytesdjuret på båda ställena, av benmaterial att döma. Det har  tidigare föreslagits att nordligaste Norrland koloniserats från norr och att det kan finnas en koppling till Komsakulturen.  2012 hittades en boplats i Aareavaara  i Pajala kommun som var från 10 700 före f.v.t som alltså var ungefär samtidig med äldre norska boplatserna. Boplatsen låg nära iskanten på en ö i den dåvarande Ancylussjön. Landskapet var ett tundralandskap med öppen björkskog och dvärgbjörk. Teorin om en invandring från nordost har bekräftats av moderna DNA-analyser som beskrivits ovan.

## Senmesolitikum
Sent i mesolitikum finns alltså, förenklat, fyra tämligen tydliga geografiska grupper, nämligen i Sydsverige Erteböllekultur, i Västsverige Lihultkultur, i Östsverige trindyxe/kvartskultur och i Norrland kvartskultur.

## Havets betydelse

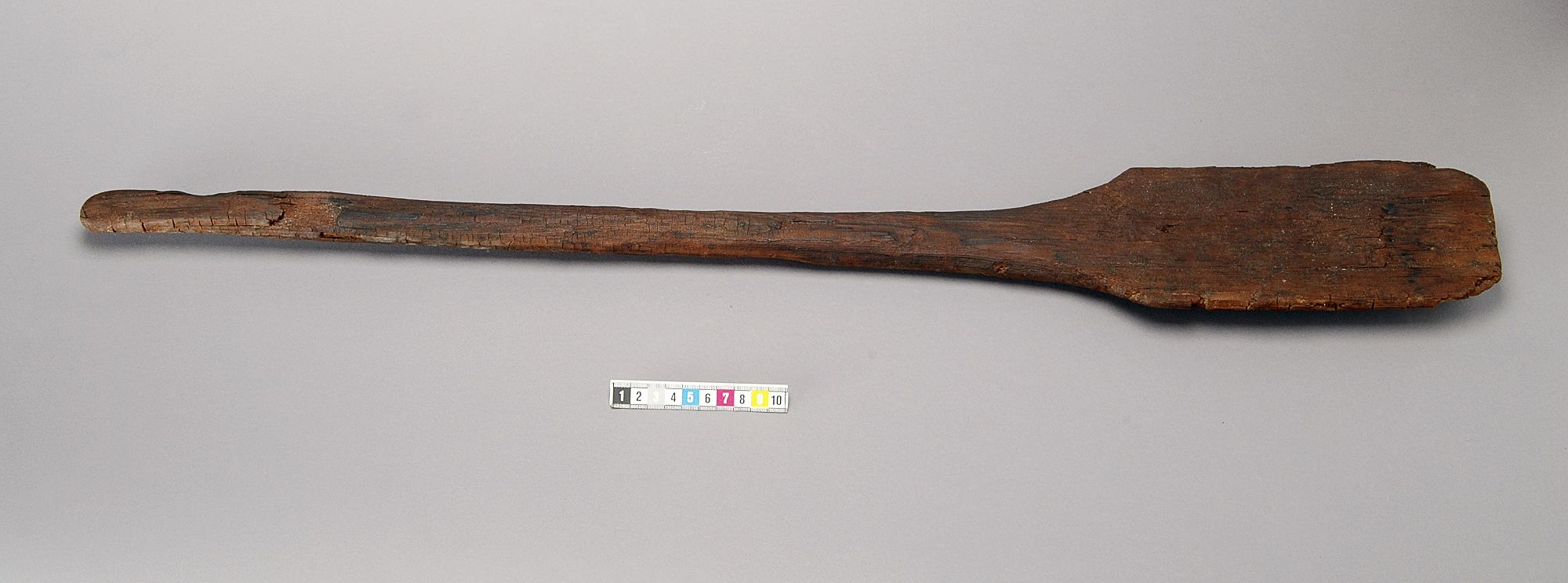
Paddelåra av furu 9499 f.Kr. - 6800 f.Kr. hittad i Åkermyren, Dalarna.

Arkeologiska fynd från den äldsta delen av mesolitikum hittas på platser som idag i Mellansverige ligger 75 till 120 meter över havet, och som utgjorde strandområden under mesolitikum. Höjdområden som Södertörn och Kolmården utgjorde då en gles skärgård med rikligt fiske och säljakt.
Det som idag är Östersjön har omväxlande varit salt hav och instängd sjö med sötvatten i olika stadier, benämnda med namn främst uppkallade efter vilka snäckarter som varit vanliga under respektive stadium. Först fanns Baltiska issjön efterföljt av  Yoldiahavet, Ancylussjön, Mastogloiahavet och Littorinahavet. De stora sjöarna Ladoga, Onega, Vänern, Vättern, Mälaren och Hjälmaren är ursprungligen uppdämda smältvattensamlingar som har sina motsvarigheter i de stora sjöarna i Nordamerika. Även i Småland skapades en stor sjö som täckte stora delar av Värend och vars rester nu är Bolmen, Åsnen och Helgasjön. 
Gemensamt för alla dessa havsfaser är dock sannolikt den betydelse som den marina miljön hade för den mesolitiska människan, efter att tundrans däggdjur ersatts av skogarnas mer svårjagade vilt. Därför växte beroendet av de rika marina resurserna men de är svåra att spåra i Sydsverige för där ligger tidens boplatser ofta ute i havet. I Skåne och inlandet har det visat sig att boplatser vid sjöar och åar ofta varit  en ersättning för havet.

## Mobilitet
Under stora delar av mesolitikum levde människan förmodligen ett relativt mobilt liv, som kunde innebära förflyttningar över stora områden. Det har diskuterats när människan blir bofast i Skandinavien och det finns förmodligen inget enkelt svar på denna fråga. Sanningen är nog snarast att graden av mobilitet har varierat genom hela förhistorien och under vissa specifika förhållanden har en lägre grad av mobilitet varit möjlig att upprätthålla, främst på grund av att stabila resurser funnits tillgängliga. Det kan dock med säkerhet sägas att en relativt hög grad av mobilitet funnits under hela den mesolitiska tiden jämfört med den efterföljande neolitiska tiden. Diskussionen kring Hensbacka / Ahrensburg speglar detta tydligt.
När fasta bosättningar uppstod är svårt att fastslå men större basboplatser under senmesolitisk tid, typ Skateholm och Tågerup i Skåne, Norje i Blekinge, Sandarna på Väskusten och den stora kökkenmöddingen i Bohuslän, innebar fastare bosättning men säsongsförflyttningar förekom.

## Mesolitiska kulturgrupper

### Sydskandinavien
I Sydskandinavien finns tre mesolitiska kulturgrupper:
- Maglemosekulturen, vilken finns under tidigmesolitikum.
- Kongemosekulturen, vilken finns under mellanmesolitikum.
- Erteböllekulturen, vilken finns under senmesolitikum.

### Västsverige
I Västsverige används en annan kulturindelning:
- Hensbackakulturen
- Sandarnakulturen
- Lihultkulturen
- Erteböllekulturen